# Elizabeth Francis
Elizabeth Francis (Parroquia de St. Mary, Luisiana, 25 de julio de 1909 - Houston, 22 de octubre de 2024) fue una supercentenaria estadounidense que fue la persona viva de mayor edad en los Estados Unidos desde la muerte de Edie Ceccarelli el 22 de febrero de 2024, hasta su propia muerte el 22 de octubre de 2024.

## Biografía
Francis, que era de ascendencia afroamericana, nació en la parroquia St. Mary, Luisiana, el 25 de julio de 1909, aunque no estaba segura de en qué ciudad nació. Su madre murió en 1920, y ella y sus cinco hermanos fueron enviados a hogares diferentes. La enviaron a Houston, Texas, donde fue criada por una tía. Vivía al lado de su hermana mayor Bertha Johnson (6 de agosto de 1904 – 21 de febrero de 2011), antes de que Johnson muriera a la edad de 106 años; ella y Francis estaban entre los hermanos más ancianos registrados. Tenía otra hermana que vivió hasta los 95 años, y su padre murió cuando tenía 88 años.
Francis crio a su hija como madre soltera. Se mudó a su hogar definitivo en 1999 y viviría allí hasta su muerte, donde vivió con su hija de 96 años, Dorothy Williams (nacida el 1 de septiembre de 1928), y fue cuidada por su nieta de 69 años, Ethel Harrison. Williams era la persona de mayor edad del mundo con uno de sus padres vivo.
En la década de 1970, Francis dirigió la cafetería de KTRK-TV en Houston y trabajó allí durante más de 20 años. También estuvo muy involucrada con su iglesia, la Iglesia Bautista Misionera Buena Esperanza. Francis nunca aprendió a conducir, por lo que usaba el autobús o dependía de miembros de su familia para transportarse. Utilizaba silla de ruedas desde 2016. Francis evitó fumar y beber alcohol durante toda su vida y a menudo cultivaba verduras en su patio trasero. Ella atribuyó su larga vida a su fe en Dios.
El 22 de febrero de 2024, Francis se convirtió en la persona de mayor edad de los Estados Unidos tras la muerte de Edie Ceccarelli, de 116 años, de California. Tras la muerte de la española nacida en Estados Unidos María Branyas, de 117 años, el 19 de agosto de 2024, se convirtió en la persona nacida en Estados Unidos de mayor edad y la tercera persona viva de mayor edad del mundo.
Francis murió el 22 de octubre de 2024, a la edad de 115 años y 89 días. Tras su muerte, Naomi Whitehead, de Greenville, Pensilvania, se convirtió en la persona viva de mayor edad de los Estados Unidos.